# عدد ويلسون الأولي
عدد ويلسون الأولي (بالإنجليزية: Wilson prime)‏، المسمى هكذا نسبة إلى عالم الرياضيات الإنجليزي جون ويلسون، هو عدد أولي p حيث p2 يقسم (p − 1)! + 1.